# Annales pharmaceutiques françaises
Pour les articles homonymes, voir Annales (homonymie).
Les Annales pharmaceutiques françaises (abrégé en Ann. pharm. fr.) est une revue scientifique à comité de lecture, organe de l'Académie nationale de pharmacie, publiée depuis 1809. Les articles présentés abordent tous les domaines de la pharmacie. L'actuel directeur de publication est Alain Astier (CHU Henri-Mondor, Créteil, France).

## Histoire
Au cours de son histoire, le journal a plusieurs fois changé de nom, :
- Bulletin de pharmacie, 1809-1814  (ISSN 0150-9284)
- Bulletin de pharmacie et des sciences accessoires, 1815-1841  (ISSN 0368-3869)[5]
- Journal de pharmacie et de chimie, 1842-1942  (ISSN 0368-3591)[6], qui fusionne avec le Bulletin des sciences pharmacologiques  (ISSN 0366-3493) pour donner :
- Annales pharmaceutiques françaises, 1943-en cours  (ISSN 0003-4509)